# Voleibol de praia na Universíada de Verão de 2011
O Voleibol de praia na Universíada de Verão de 2011 foi disputado na praia do Parque Dameisha em  Shenzhen , China entre 13 e 19 de agosto de 2011. Foi um dos onze esportes opcionais desta edição indicados pela Federação Nacional de Esportes Universitários (National University Sports Federation - NUSF) do país organizadorCompetição organizada pela Federação Internacional do Esporte Universitário (FISU).

## Medalhistas
| Evento    | Ouro                                            | Prata                                       | Bronze                                   |
| Masculino | Polónia · Michal Kadziola · Jakub Szalankiewicz | Rússia · Sergej Prokop'ev · Jurij Bogatov   | Ucrânia · Serhij Popov · Valerij Samodaj |
| Feminino  | Alemanha · Karla Borger · Britta Büthe          | Estados Unidos · Heather Hughes · Emily Day | Brasil · Elize Maia · Ágatha Bednarczuk  |

## Quadro de Medalhas
| Posição | País           |   |   |   | Total |
| ------- | -------------- | - | - | - | ----- |
| 1       | Polónia        | 1 | 0 | 0 | 1     |
| 1       | Alemanha       | 1 | 0 | 0 | 1     |
| 2       | Rússia         | 0 | 1 | 0 | 1     |
| 2       | Estados Unidos | 0 | 1 | 0 | 1     |
| 3       | Ucrânia        | 0 | 0 | 1 | 1     |
| 3       | Brasil         | 0 | 0 | 1 | 1     |
| Totale  | Totale         | 2 | 2 | 2 | 6     |